# دیتریخوف ناد بیستریتسی
دیتریخوف ناد بیستریتسی (به چکی: Dětřichov nad Bystřicí) یک منطقهٔ مسکونی در جمهوری چک است که در شهرستان برونتال واقع شده‌است. دیتریخوف ناد بیستریتسی ۲۸٫۳ کیلومتر مربع مساحت و ۴۴۱ نفر جمعیت دارد و ۶۰۸ متر بالاتر از سطح دریا واقع شده‌است.